# Jack Warner (actor)
Jack Warner (24 de octubre de 1895 – 24 de mayo de 1981) fue un actor cinematográfico y televisivo inglés.

## Biografía
Nacido en Londres, Inglaterra, su verdadero nombre era Horace John Waters. Sus hermanas, Elsie y Doris Waters, fueron unas humoristas bien conocidas bajo el nombre ficticio de Gert y Daisy.
Warner estudió en la Coopers' Company's Grammar School en Mile End, mientras que sus hermanas lo hacían en la Coborn School for Girls en Bow. Los tres fueron miembros del coro de la Iglesia de St. Leonard, en Bromley-by-Bow y, durante un tiempo, Warner fue su solista.
Al igual que sus hermanas, Jack Warner inició su carrera en el music hall y en la radio, siendo bien conocido en los primeros años de la Segunda Guerra Mundial por trabajar en un show radiofónico de la BBC llamado 'Garrison Theatre'. Sin embargo, ganó fama entre los aficionados al cine por su papel de patriarca en un trío de películas de carácter familiar posteriores a la guerra, siendo la primera de ellas Here Come the Huggetts. También coprotagonizó la película rodada en 1955 por Hammer Productions El experimento del doctor Quatermass, y fue un superintendente de policía en la comedia de 1955 producida por los Estudios Ealing El quinteto de la muerte.
Pero fue antes, en 1949, cuando a Warner le llegó el papel por el que sería recordado, el del policía George Dixon en The Blue Lamp. El personaje reapareció en la serie televisiva de la BBC Dixon of Dock Green, estrenada en 1955 y emitida hasta 1976.
En 1965 fue nombrado oficial de la Orden del Imperio Británico (OBE).
Jack Warner falleció en Londres en 1981 a causa de una neumonía, y fue enterrado en el Cementerio East London.

## Filmografía

### Largometrajes
- The Dummy Talks (1943)
- The Captive Heart (Un corazón cautivo) (1946)
- Hue and Cry (1947)
- Dear Murderer (1947)
- Holiday Camp (1947)
- It Always Rains on Sunday (1947)
- Easy Money (1948)
- Against the Wind (1948)
- My Brother's Keeper (1948)
- Here Come the Huggetts (1948)
- Vote for Huggett (1949)
- The Huggetts Abroad (1949)
- Train of Events (1949)
- Boys in Brown (1949)
- The Blue Lamp (El faro azul) (1949)
- Valley of Eagles (1950)
- Talk of a Million (1951)
- Scrooge (1951) (como Mr. Jorkin, papel especialmente creado para el film)
- Emergency Call (1952)
- Meet me Tonight (1952)
- The Final Test (1953)
- Those People Next Door (1953)
- The Square Ring (1953)
- Albert R.N. (1953)
- Bang, you're dead (1954)
- Forbidden Cargo (1954)
- El experimento del doctor Quatermass (1955)
- El quinteto de la muerte (1955)
- Now and Forever (Ahora y siempre) (1956)
- Home and Away (1956)
- Carve Her Name With Pride (1958)
- Jigsaw (1962)
- Dominique (1978)

### Televisión
- Dixon of Dock Green (1955-76)